# Mòng biển đuôi nhạn
Creagrus furcatus là một loài chim trong họ Laridae.
Nó là loài duy nhất trong chi Creagrus, tên chi xuất phát từ Creagra trong tiếng Latin và kreourgos trong tiếng Hy Lạp nghĩa là đồ tể, từ kreas, thịt; theo Jobling nó có nghĩa là "cái móc thịt" đề cập đến mỏ cong của loài chim này. Loài này được mô tả lần đầu tiên bởi nhà tự nhiên học và bác sĩ phẫu thuật người Pháp Adolphe-Simon Neboux năm 1846.
Chúng dành phần lớn thời gian trong đời để bay và săn mồi trên vùng biển mở. Các khu vực sinh sản chính của chúng là ở quần đảo Galápagos, đặc biệt là những bờ đá và những vách đá Hood, Tower và các đảo Wolf, số lượng của chúng thấp hơn trên hầu hết các đảo khác. Chúng phổ biến hơn trên các hòn đảo phía đông, nơi nước ấm hơn.

## Hình ảnh

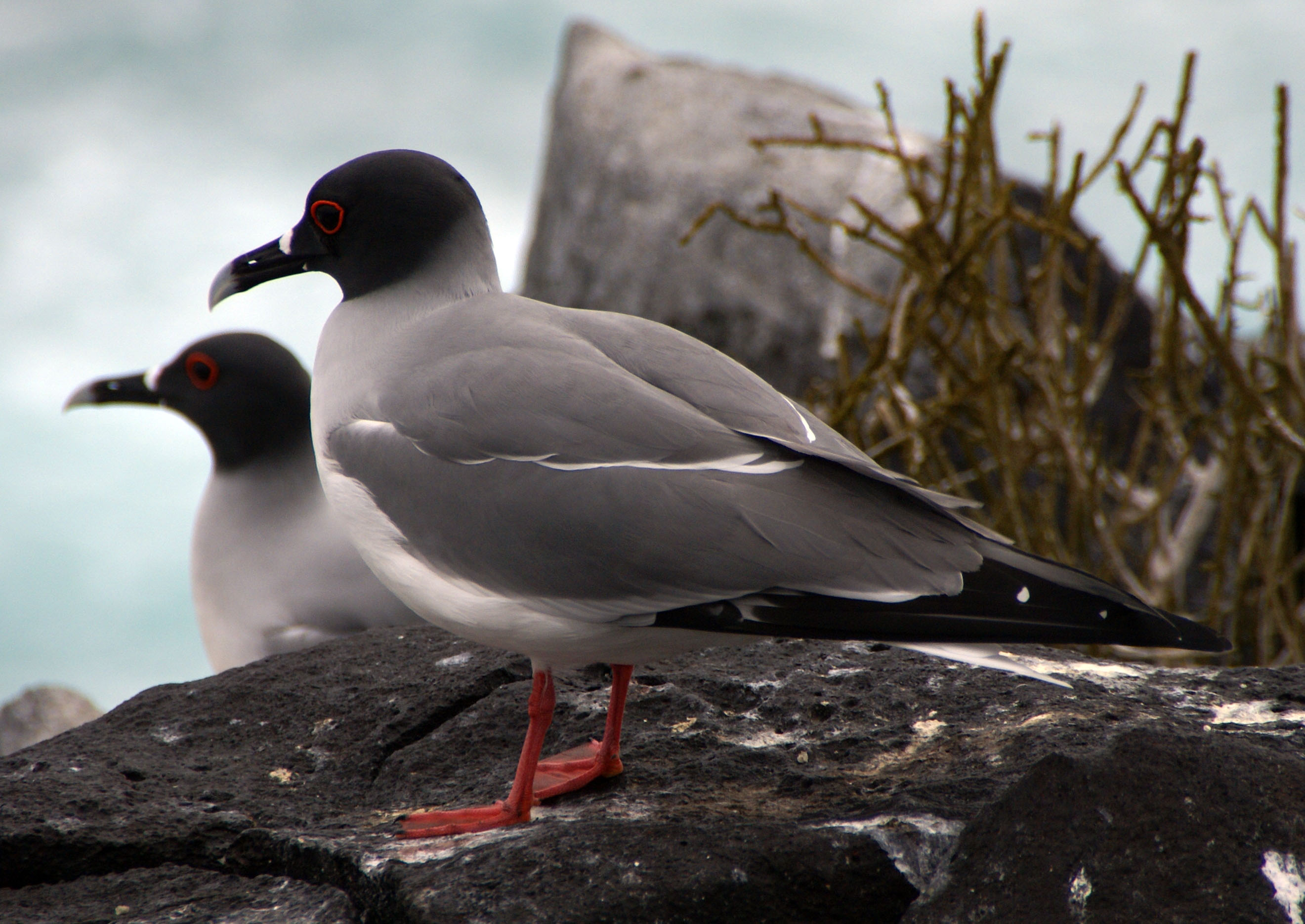
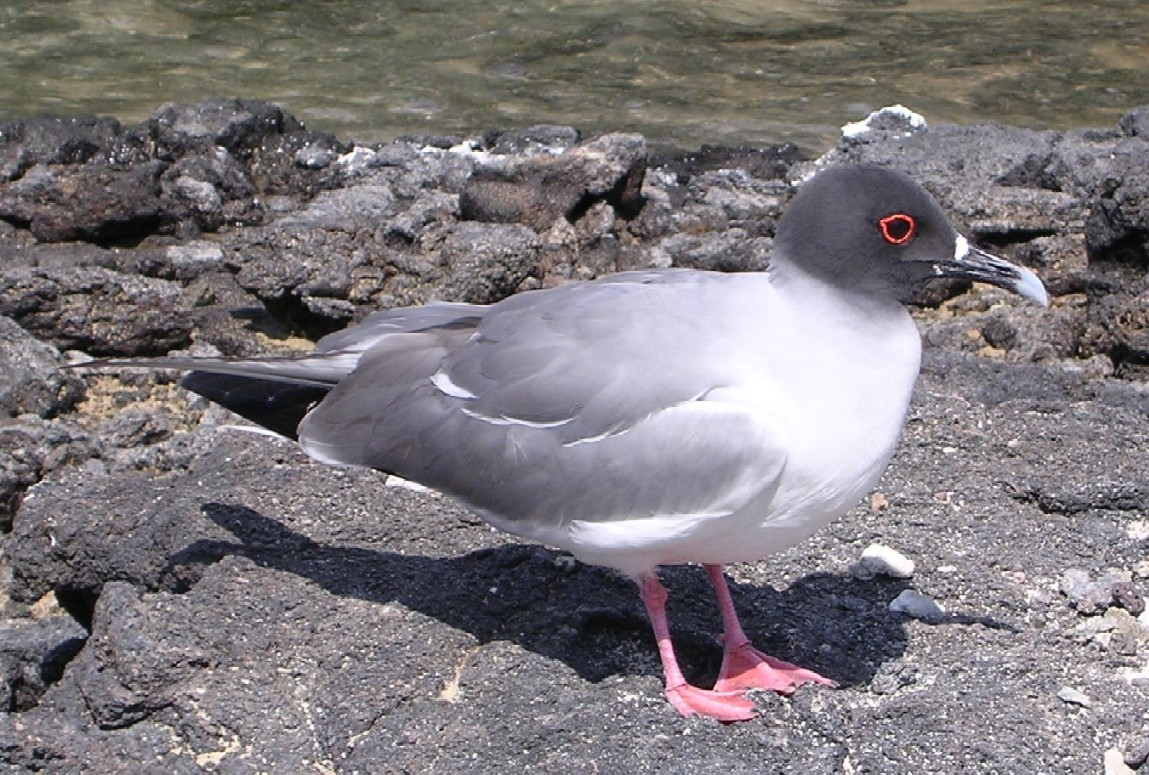
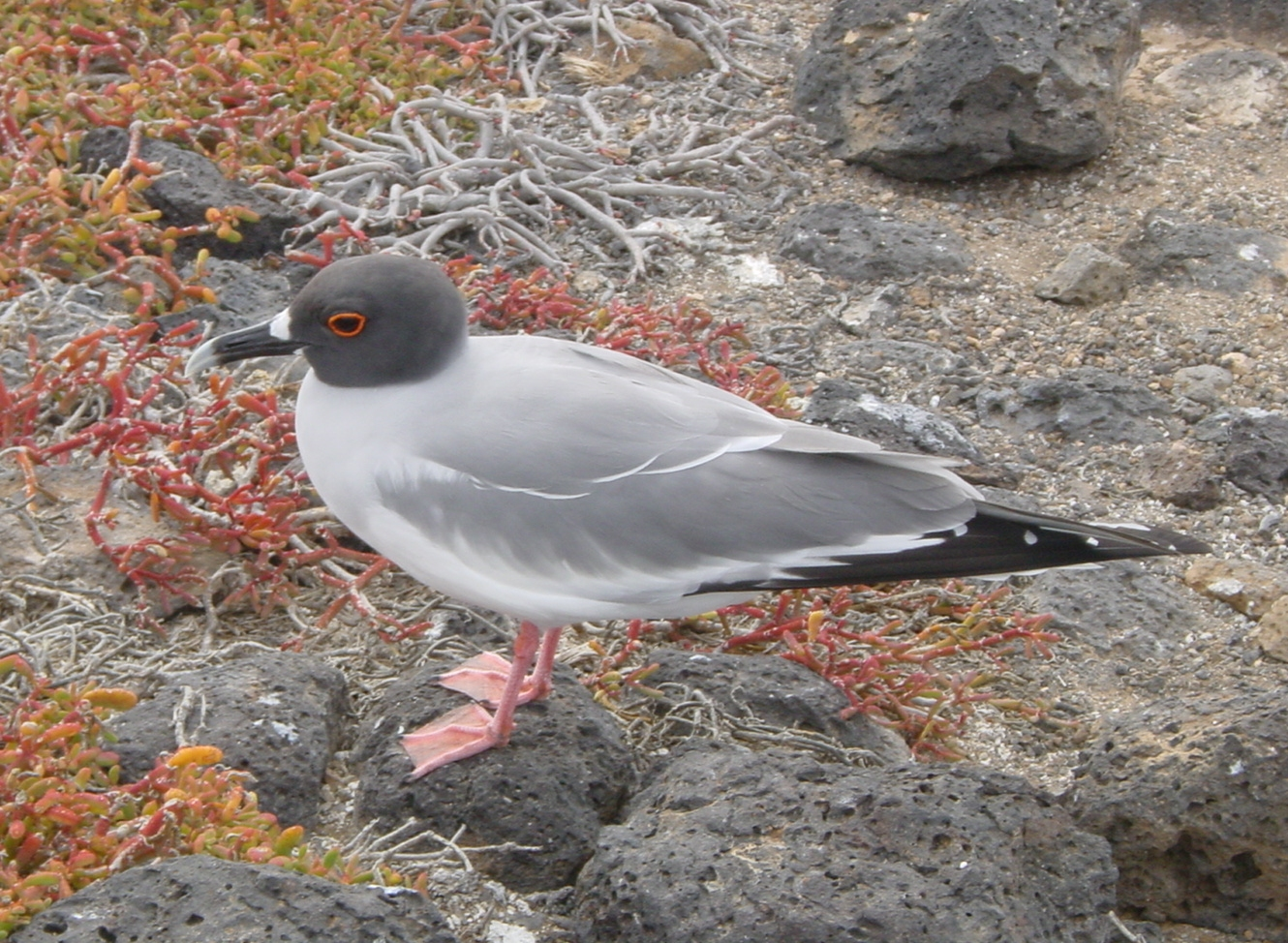
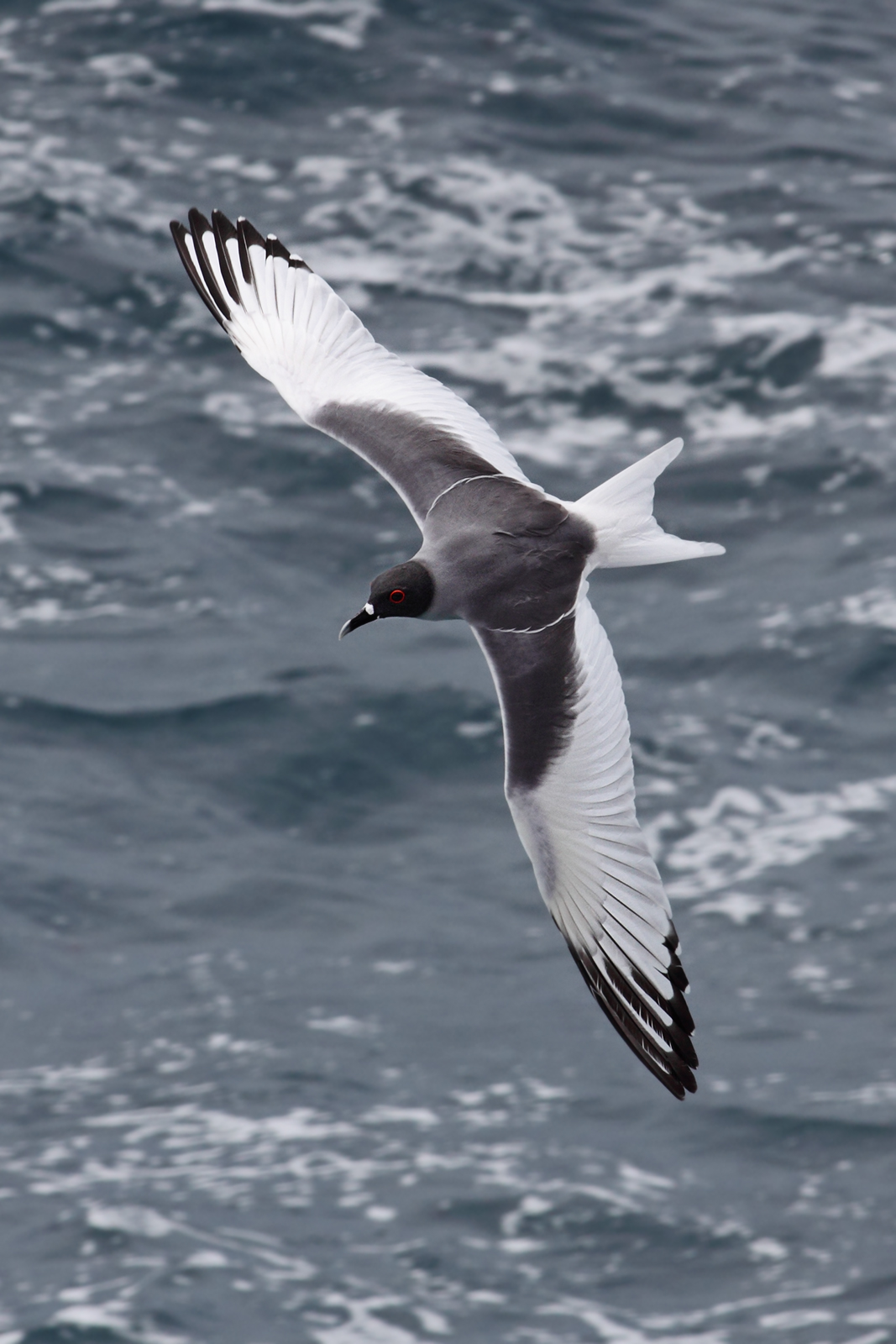
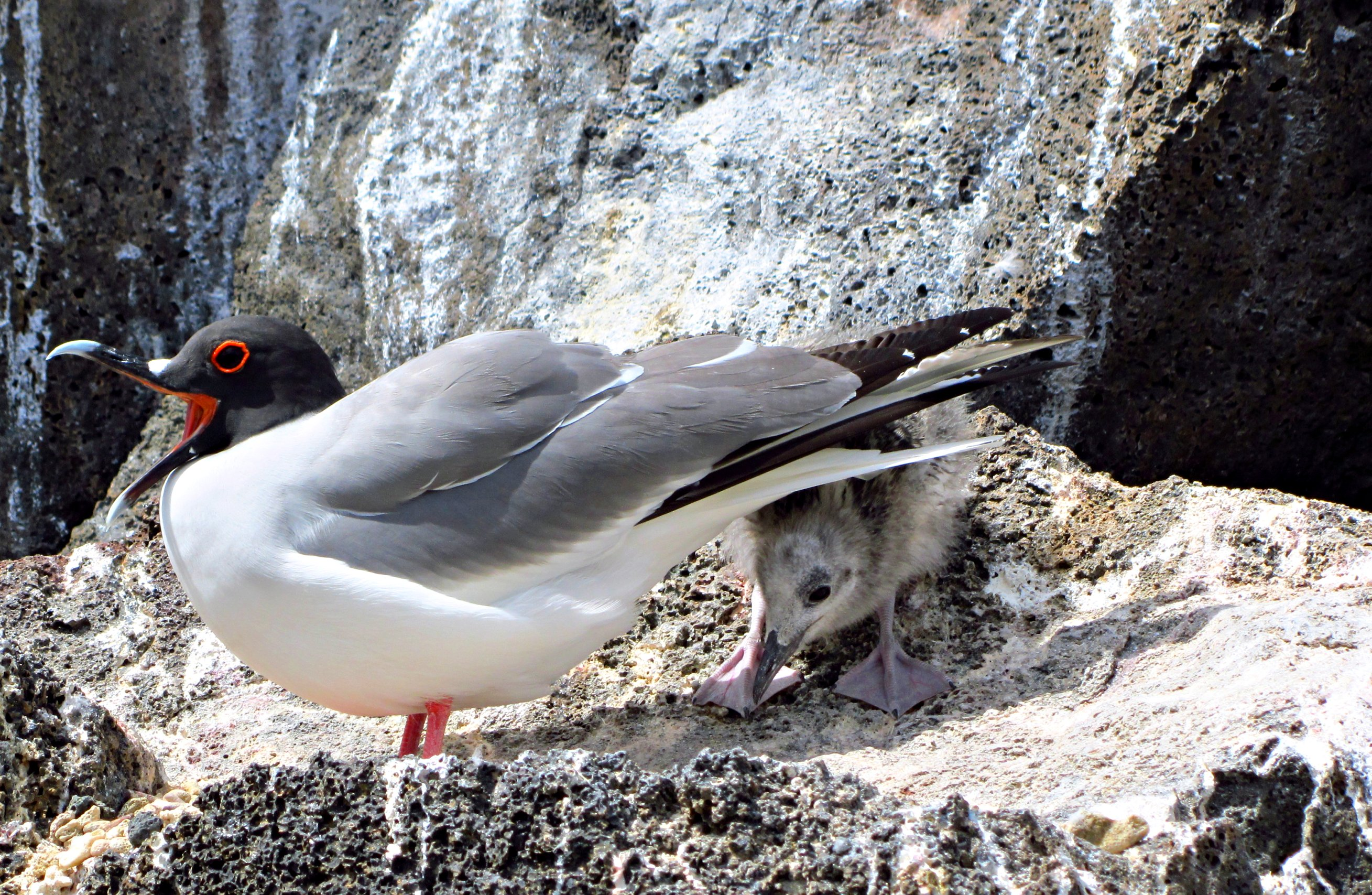
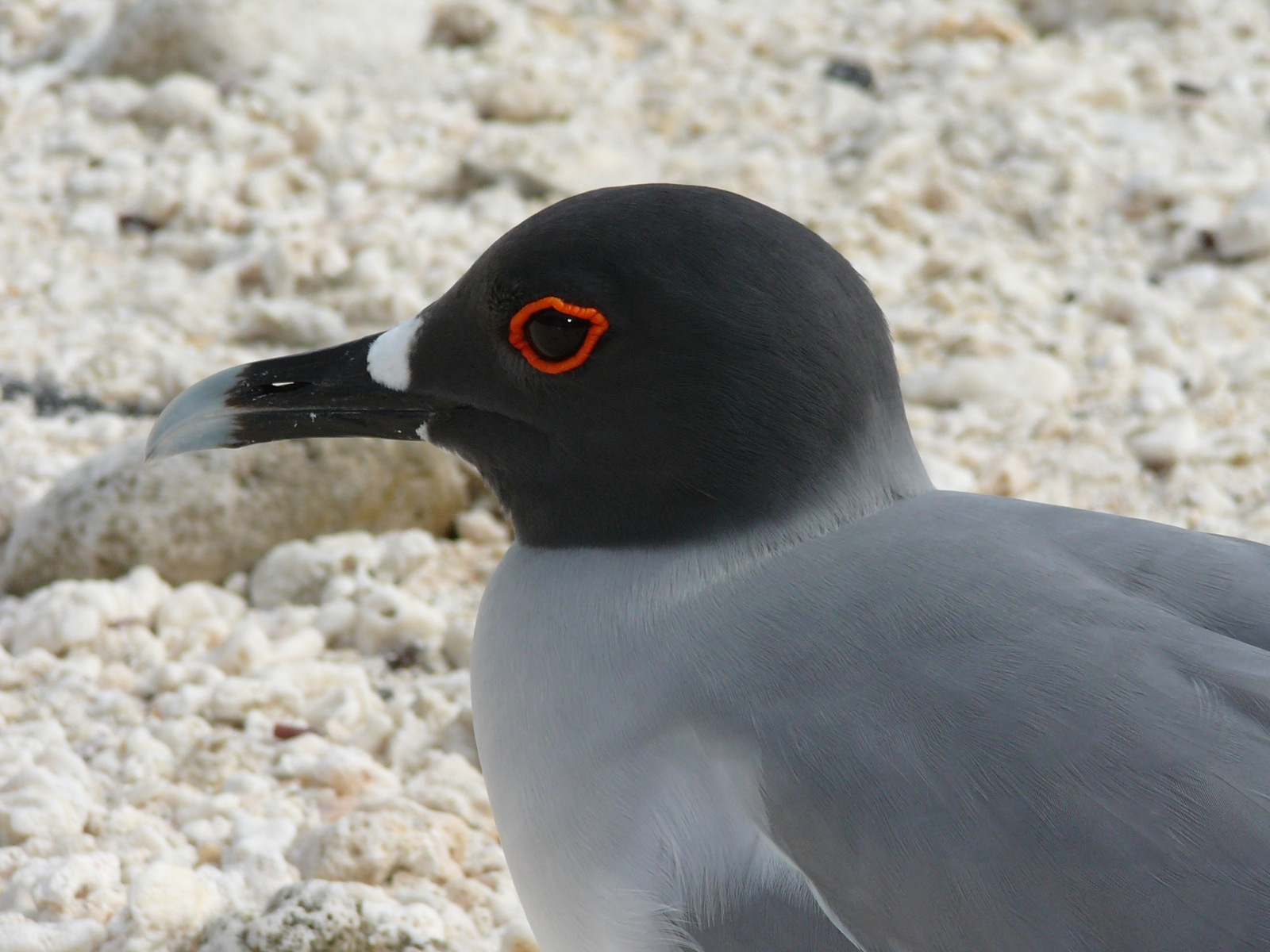